# Vetkruid
Vetkruid (Sedum) is een geslacht uit de vetplantenfamilie (Crassulaceae) met vierhonderd tot vijfhonderd soorten.
De soorten komen voor op het gehele noordelijk halfrond. De planten zijn succulenten die water in hun bladeren opslaan. De bloem heeft meestal vijf kroonbladen, een enkele keer vier of zes. Er zijn twee keer zoveel meeldraden als kroonbladen.
De planten hebben een aangepaste stofwisseling. Kooldioxide wordt 's nachts door huidmondjes opgenomen en in appelzuur verwerkt. Overdag staat het dan ter beschikking van fotosynthese. De scherpte van de smaak door appelzuur neemt gedurende de dag af. De huidmondjes in de bladeren zijn zoals bij veel vetplanten alleen 's nachts geopend om gedurende de hete en droge dag verlies van vocht te minimaliseren.
In de Benelux komt een aantal soorten in het wild voor, waaronder:
- Dik vetkruid (Sedum dasyphyllum)
- Hemelsleutel (Sedum telephium)
- Muurpeper (Sedum acre)
- Roze vetkruid (Sedum spurium)
- Sierlijk vetkruid (Sedum forsterianum), alleen in Wallonië
- Wit vetkruid (Sedum album)
- Tripmadam (Sedum reflexum)
- Zacht vetkruid (Sedum sexangulare)

Daarnaast zijn beschreven:
- Sedum cepaea Omgebogen vetkruid
- Sedum hispanicum Spaans vetkruid
- Sedum iwarenge
- Sedum roseum
- Sedum sexangulare Zacht vetkruid
- Sedum spectabile
- Sedum villosum
- Sedum caeruleum
- Sedum anacampseros Liefdesvetkruid
- Sedum dendroideum

Andere soorten zijn:
- Alpen vetkruid (Sedum montanum)

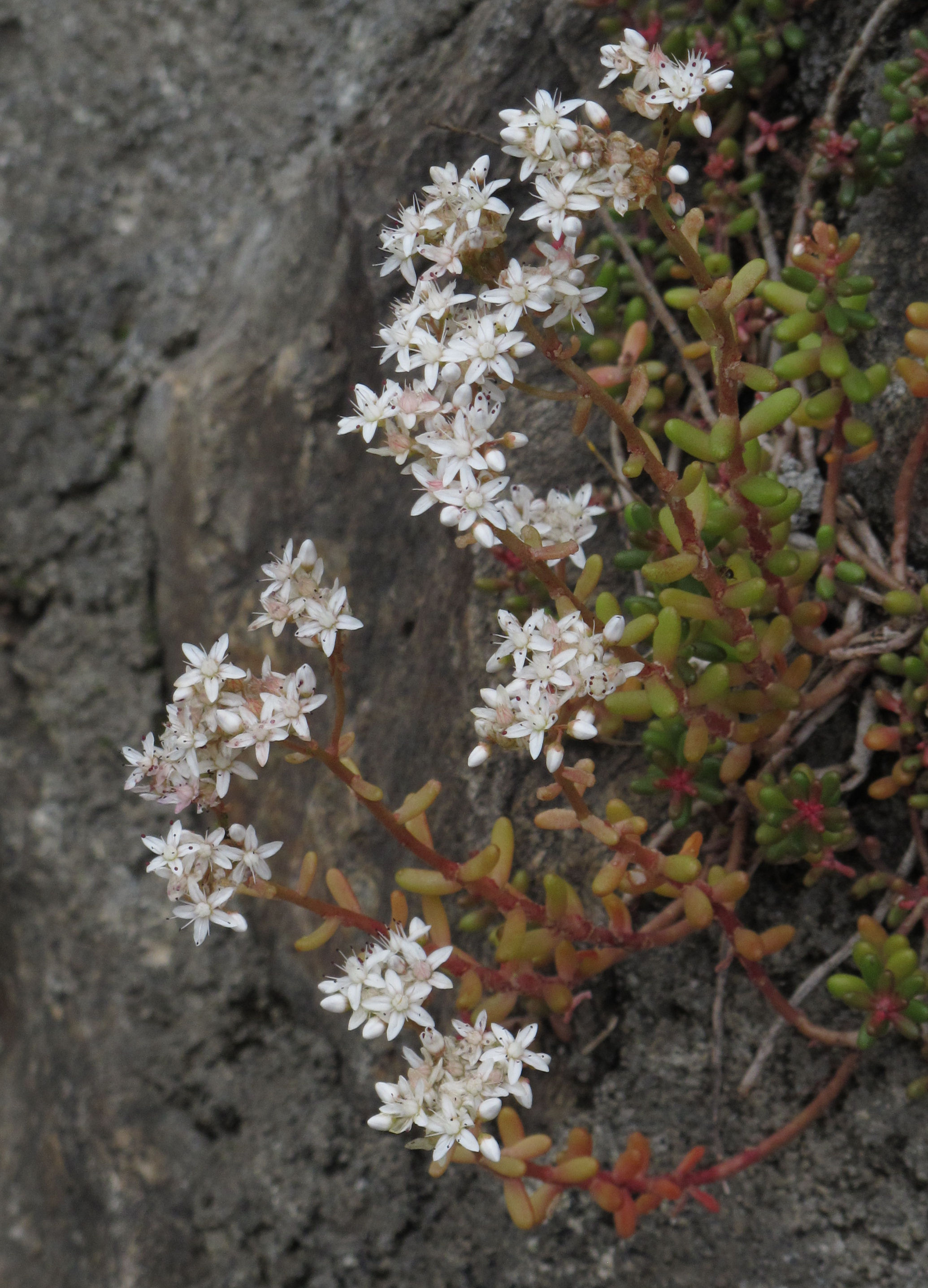
Sedum album

In het Duits worden de planten Fetthennen genoemd, vermoedelijk afgeleid van hennen en kuikens en verwijzend naar de gemakkelijke manier van zijdelings afleggen voor vermenigvuldiging. In het Engels worden veel soorten als stonecrop aangeduid.

## Bloemdiagram

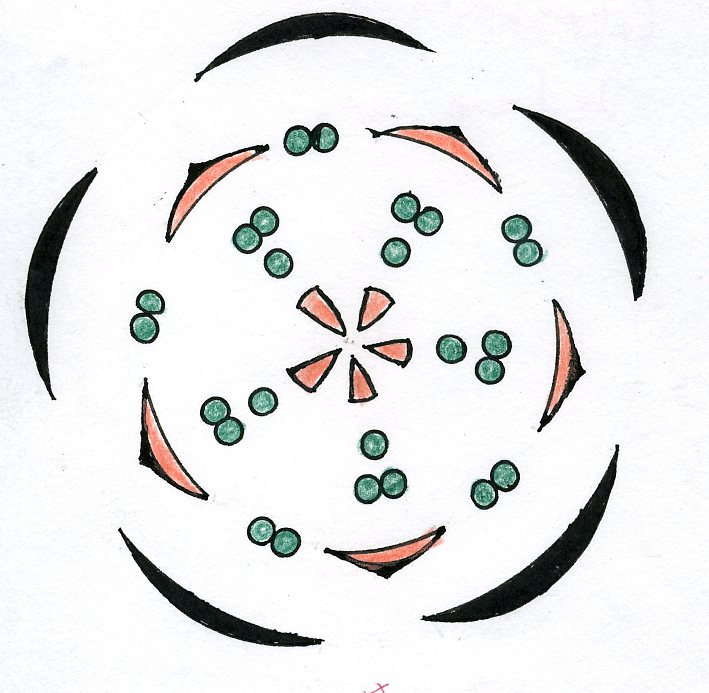

## Toepassingen
Veel Sedum-soorten worden gekweekt als tuinplant ter wille van de kleurige bloemen, de gemakkelijke kweek, de geringe benodigde verzorging en het aantrekkelijke uiterlijk.
De eisen kunnen wel sterk uiteenlopen: sommige soorten zijn warmteminnend en kunnen slecht tegen vorst, andere soorten zijn zeer vorstbestendig maar kunnen weer slecht tegen een warm klimaat.
De planten worden gebruikt als dakbegroeiing.
... · 
S. acre (Muurpeper) · 
S. album (Wit vetkruid) · 
S. anacampseros (Liefdesvetkruid) · 
S. annuum · 
S. brevifolium · 
S. caeruleum · 
S. cepaea (Omgebogen vetkruid) · 
S. dasyphylum (Dik vetkruid) · 
S. dendroideum · 
S. forsterianum (Sierlijk vetkruid) · 
S. iwarenge · 
S. reflexum (Tripmadam) · 
S. sediforme · 
S. sexangulare (Zacht vetkruid) · 
S. spectabile (Roze hemelsleutel) · 
S. spurium (Roze vetkruid) · 
S. telephium (Hemelsleutel) · 
S. villosum · 
...
Adromischus · Aeonium · Aichryson · Chiastophyllum · Cotyledon · Crassula · Diamorpha · Dudleya · Echeveria · Graptopetalum · Greenovia · Hylotelephium (Hemelsleutel) · Hypagophytum · Jovibarba · Kalanchoe (Kalanchoë) · Lenophyllum · Monanthes · Orostachys · Pachyphytum · Perrierosedum · Phedimus (Vlak vetkruid) · Pistorinia · Prometheum · Pseudosedum · Rhodiola · Rosularia · Sedum (Vetkruid) · Sempervivum (Huislook) · Thompsonella · Tylecodon · Umbilicus · Villadia